# Amdói tibeti nyelv
Az amdói nyelv (tibeti: ཨ་མདོ་སྐད་; wylie: A-mdo skad; lhászai nyelvjárás IPA: [ámtokɛ́ʔ], más néven Am kä) tibeti nyelv, amelynek anyanyelvi beszélői a tibetiek Amdo régióban, főleg Csinghaj tartományban, illetve Szecsuan néhány részén.
Az amdói az öt fő tibeti nyelv közül az egyik. A másik négy a közép-tibeti, a khami, a ladaki és a dzongkha nyelv. Ezek a tibeti nyelvek ugyanazt az írást használják, de a kiejtésük, a szókincsük és a nyelvtanuk eltérő. A köztük található különbségek feltehetően a tibeti régiók földrajzi elszigeteltségéből erednek. A khami és a szabvány tibeti nyelvtől eltérően az amdói nyelvjárás nem tonális nyelv. A nyelv szókincséből sok szóeleji mássalhangzó-torlolódás megmaradt, amelyek már kikoptak a közép-tibeti nyelvjárásból.

## Dialektusok
Dialektusok:
- észak-kokonor (Kangtsa, Themchen, Arik stb.)
- nyugat-kokonor (Dulan, Na'gormo stb.),
- délkelet-kokonor (Jainca, Thrika, Hualong stb.)
- labrang (Labrang, Luchu)
- golok (Machen, Matö, Gabde)
- ngapa (Ngapa, Dzorge, Dzamthang)
- kandze

Bradley (1997) ide sorolja a tevo-csoni nyelvet is mint közeli nyelv, vagy mint amdói dialektus.

## Média
Kínán belül
- A csinghaji tévéállomás amdói és mandarin nyelven sugároz adásokat.[3]
- A csinghaji tibeti rádió () amdói nyelven sugároz az FM 99.7-en.[4]

Diaszpóra
- A Radio Free Asia három tibeti nyelven sugároz: szabvány tibeti, khami és amdói.[5]